# Robert Anasch
Robert Anasch (* 22. Dezember 1907 in Zella/Rhön; † 15. April 1945 in Bützow-Dreibergen) war ein deutscher kommunistischer Widerstandskämpfer gegen den Nationalsozialismus in der „Bästlein-Jakob-Abshagen-Gruppe“ und Opfer des Faschismus.

## Leben

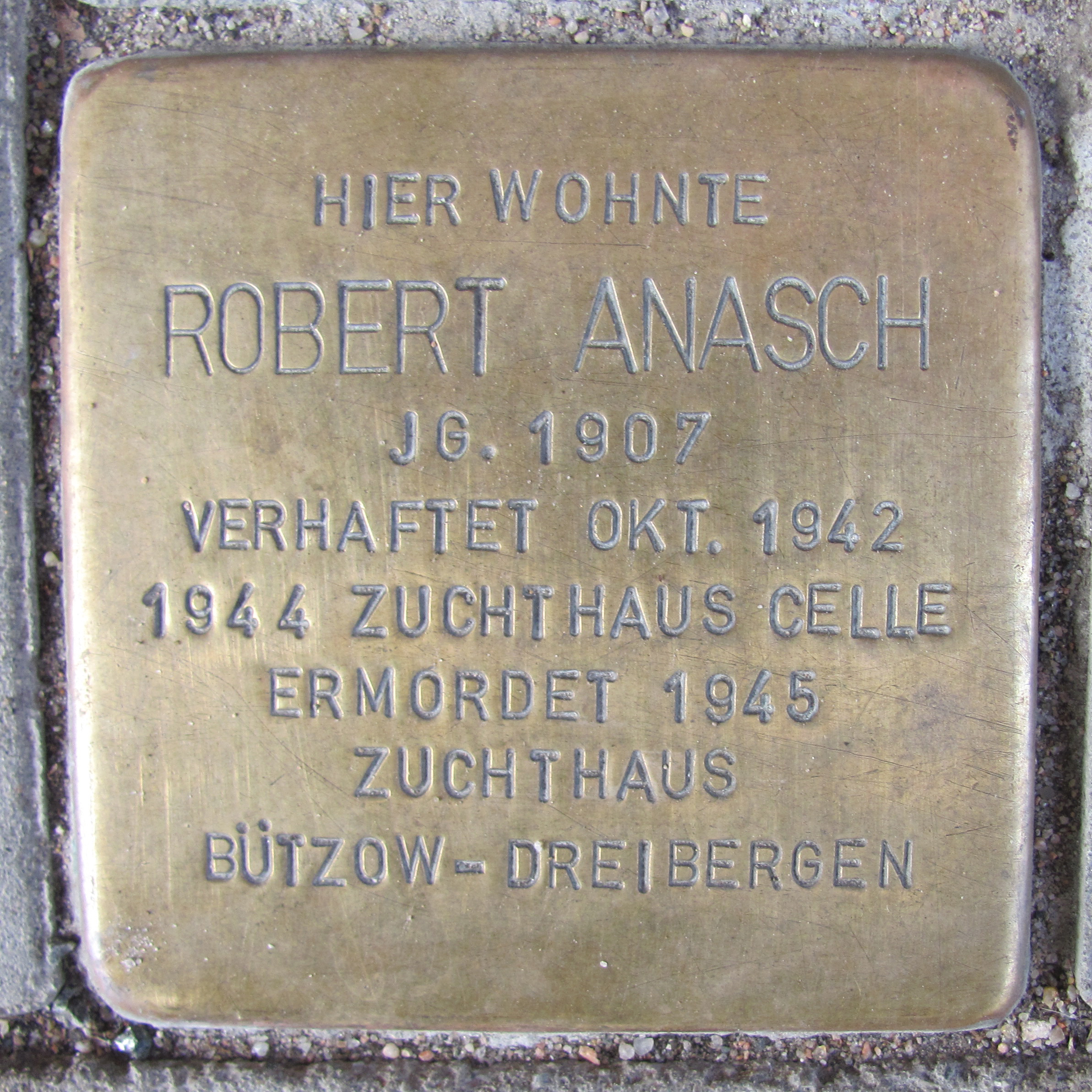
Stolperstein für Robert Anasch in Hamburg-Uhlenhorst

Anasch kam durch familiären Wohnungswechsel nach Hamburg. Hier arbeitete er seit dem 28. Januar 1938 als Schiffsbauhelfer in der Schlosserei der Werft Blohm & Voss. Er war Mitglied in der Kommunistischen Partei Deutschlands (KPD). In der Großwerft war seit 1940 eine Widerstandsgruppe um Bernhard Bästlein, Franz Jacob und Robert Abshagen aktiv, die Solidarität mit Zwangsarbeitern organisierte, Sabotageakte in der Rüstungsproduktion ausübte und die Arbeiterschaft zum Widerstand gegen das NS-Regime mobilisieren wollte. Ihnen schloss sich Anasch an. Am 22. Oktober 1942 wurde er auf dem Gelände der Werft verhaftet und im Gefängnis Fuhlsbüttel inhaftiert. Weil er damit zugleich seinen Arbeitsplatz verloren hatte, musste seine Ehefrau für sich und die sechs Kinder selber sorgen mit Hilfe von Wohlfahrtsunterstützung. Das Hanseatische Oberlandesgericht klagte Anasch am 7. März 1944 wegen „Vorbereitung zum Hochverrat“ an und verurteilte ihn zu dreieinhalb Jahren Zuchthaushaft. Obwohl er diese Strafe seit dem 1. April 1944 im Zuchthaus von Celle-Mühlhausen verbüßen sollte, wurde er aus unbekannten Gründen ins Zuchthaus Bützow-Dreibergen verbracht, wo er am 15. April 1945 ermordet wurde.